# Kom, jordens barn, vem än du är
Kom, jordens barn, vem än du är (ursprungligen Kom, jordens barn, eho du är) är en psalm av Gottfried Wilhelm Sacer i översättning av Joachim von Düben den äldre och senare bearbetad av Christopher Dahl.
|  |
|  |

## Publicerad i
- 1819 års psalmbok som nr 489 under rubriken "Med avseende på de yttersta tingen: Begravningspsalmer: I allmänhet".
- 1937 års psalmbok som nr 548 under rubriken "Livets förgänglighet och evighetens allvar".